# 新婚初夜覗き
新婚初夜覗き（しんこんしょやのぞき）とは、新婚初夜の寝室を覗き見する韓国の伝統的な風習である。韓国語では、シンバンニョッポギ（신방엿보기）という。シンバン（新房）とは新婚夫婦の初夜の寝室のことで、ヨッポギは覗きという意味である。韓国では伝統的に、新婚初夜には親戚や近所の人々が寝室の障子に穴を開けて中を覗き見する習慣があった。
覗きの習慣が生まれた理由については、早婚が盛んだったため幼い夫婦が失敗しないように見守るためであるとか、新婚夫婦を悪鬼から守るためなどといわれている。最近では住宅事情の変化などにより、覗きは行われなくなってきている。